# Морковина, Людмила Павловна
Людми́ла Па́вловна Морко́вина (26 мая 1935, Ленинград). Балерина, педагог.

## Биография
Людмила Морковина ученица Елены Васильевны Ширипиной.
По окончании Ленинградского Хореографического училища имени Вагановой в Михайловском театре.
Исполняла сольные партии в первых постановках балетов:
- 1953 — «Ледяная дева» на музыку Грига, в инструментовке Б. В. Асафьева. Балетмейстер Леонид Якобсон — Сольвейг
- 1954 — «Двенадцать месяцев» на музыку Б. Л. Битова. Балетмейстер Б. А. Фенстер —  Королева
- 1956 — «Голубой Дунай» на музыку И. Штрауса. Балетмейстер Б. А. Фенстер — Анна
- 1957 — «Ивушка» на музыку О. А. Евлахова. Балетмейстер Б. А. Фенстер —  Орина
- 1958 — «Юность» на музыку М. И. Чулаки. Балетмейстер Б. А. Фенстер —  Даша
- 1959 — «Времена года» на музыку П. И. Чайковского. Балетмейстер Б. А. Фенстер — Молодая женщина
- 1960 — «Накануне» на музыку Л. А. Шварца. Балетмейстер К. Ф. Боярский — Зоя
- 1961 — «Цветы» на музыку Д. Д. Шостаковича. Балетмейстер В. А. Варковицкий — Студентка
- 1962 — «Мнимый ученик» на музыку М. И. Чулаки. Балетмейстер Б. А. Фенстер — Смеральдина
- 1964 — «Три мушкетера» на музыку В. Е. Баснера. Балетмейстер Н. Н. Боярчиков — Фрейлина

## Партии классического репертуара
- Балерина — «Петрушка»
- Жар-птица — «Жар-птица»
- Гюльнара — «Корсар» (31.5.1955, Пётр Гусев, новая постановка, Ленинградский Малый театр, восстановлены многие сцены и танцы Ж. Перро и М. И. Петипа, Е. М. Корнблит)
- Мадлон — «Фадетта» Л. М. Лавровского на музыку балета «Сильвия» Л. Делиба
- Вилиса — «Жизель»
- Одиллия — «Лебединое озеро» (Лев Иванов, Мариус Петипа (Премьера: 19.7.1958 — Ленинградский Малый театр, восстановление подлинника сочинения Л. И. Иванова и М. И. Петипа, балетм. Ф. В. Лопухов и К. Ф. Боярский. Одетта — В. М. Станкевич, Одиллия — Т. Г. Боровикова, потом Л. П. Морковина)

## Педагог
- 1963- 1964 — преподавала в Каирской балетной школе
- 1970- педагог классического балета, класса усовершенствования в Ленинградском Малом театре
- 1970- балетмейстер-репетитор в Ленинградском Малом театре
- 1972- 1974 — Участвовала в создании Панамской балетной труппы.
- 1974 — 1989 — педагог классического балета в Академии балета им. А. Я. Вагановой.
- 1990 — Участвовала в создании Академии балета, созданной Олегом Виноградовым в Вашингтоне
- 1990 — 2010 — педагог классического балета, Вашингтон